# Marietje is mijn dochter
Marietje is mijn dochter is een hoorspel van Ton Lensink. De VARA zond het uit op woensdag 10 december 1947. De pianomuziek van Chopin werd gespeeld door Jean Antonietti. De regisseur was S. de Vries jr. Het hoorspel duurde 29 minuten.

## Rolbezetting
- Piet te Nuyl sr. (de vader van Marietje)
- Han Surink (op jeugdige leeftijd)
- Peronne Hosang (de moeder)
- Fiep Spelman (Marietje)
- Bert Dijkstra (Jan)
- Constant van Kerckhoven (pa)
- Daan van Ollefen (de burgemeester)

## Inhoud
De vader van Marietje is heel trots, omdat zijn dochter zo knap piano speelt. Volgend jaar zal ze haar studie afronden en hij ziet haar al optreden in het Concertgebouw… Dan wordt ze al tweeëntwintig en de muziek is haar lust en leven. Plots kondigt ze hem echter aan dat ze zich verloofd heeft, en kort daarna leren pa en ma Jan kennen. Die wil ingenieur worden, speelt nog cello ook en hoopt nu dat hij af en toe mag komen om samen met Marietje muziek te maken “en zo”...